# Vladimir Șileiko
Vladimir Kazimirovici Șileiko (rusă Владимир Казимирович Шилейко, n. 14 februarie 1891, Petergof - d. 5 octombrie 1930 Moscova) a fost un istoric, poet, orientalist și traducător rus notoriu din textele șumeriene, akkadiene și asiro-babilonene. A fost al doilea soț al poetei Anna Ahmatova.
1. 1 2  Autoritatea BnF, accesat în 10 octombrie 2015
2. 1 2  Literatorî Sankt-Peterburga. HH vek